# Дениславье
Денисла́вье — село в России, входит в состав муниципального образования «Оксовское» Плесецкого района Архангельской области.
Рядом с селом находится Оксовское озеро, а также молочно-товарная ферма.

## История
Было основано не позднее середины XVI века — упоминается в 1555/1556 году в составе Устьмошского стана Каргопольского уезда: 
Волостка Дониславль на озерках, а в ней… 10 деревень…
 .
В 1765 через Дениславье со стороны Каргополя был проложен почтовый тракт Санкт-Петербург - Архангельск, проходящий также через село Конёво, Федово, Плесцы, Кочмас, Тарасовское, Александрово, Средь-Мехреньгу, Сельцо.
Район Дениславья был затронут Гражданской войной и иностранной интервенцией 1918—1920 гг. Из воспоминаний красноармейца Н. Попова-Введенского: 
Однажды разведка нашего полка донесла, что у белых в деревне Дениславье появились танки… Один из таких танков появился на Дениславском тракте. Командиры подразделений Едошина, Черноглазова и двух рот Кай-Чардынского полка под общим руководством помощника командира полка Тимофеева получили задание атаковать, уничтожить или захватить танк. Я получил задание от начальника саперной команды полка Мухина заминировать дорогу, установив на ней фугасы… Мы подготовили восемь фугасов. В саперные песочные мешки клали брикеты сырого пироксилина, а в середину шашку сухого пироксилина с детонатором и электропроводами, соединенными с подрывной машиной „Сименс“. Каждый фугас, туго перевязанный бечевкой и весивший восемь килограммов, был зарыт на дороге в отдельную яму… Оставив у подрывной машины саперов А. Шангина, П. Киселева и Д. Маслова, мы скрылись в лесу, наблюдая, что же произойдет.
Позже был найден тот самый трофейный английский танк — символ доблести и военной смекалки красноармейцев в годы гражданской войны.
Указом ПВС РСФСР от 17 июня 1954 года Дениславский сельсовет был включен в Оксовский.

## Население
| 2002 | 2010 | 2012 |
| ---- | ---- | ---- |
| 54   | ↘38  | ↗54  |

## Культурное наследие
На территории села находятся:
- Церковь Александра Невского (1892 г.) — почти разрушена. Руины Александро-Невской церкви

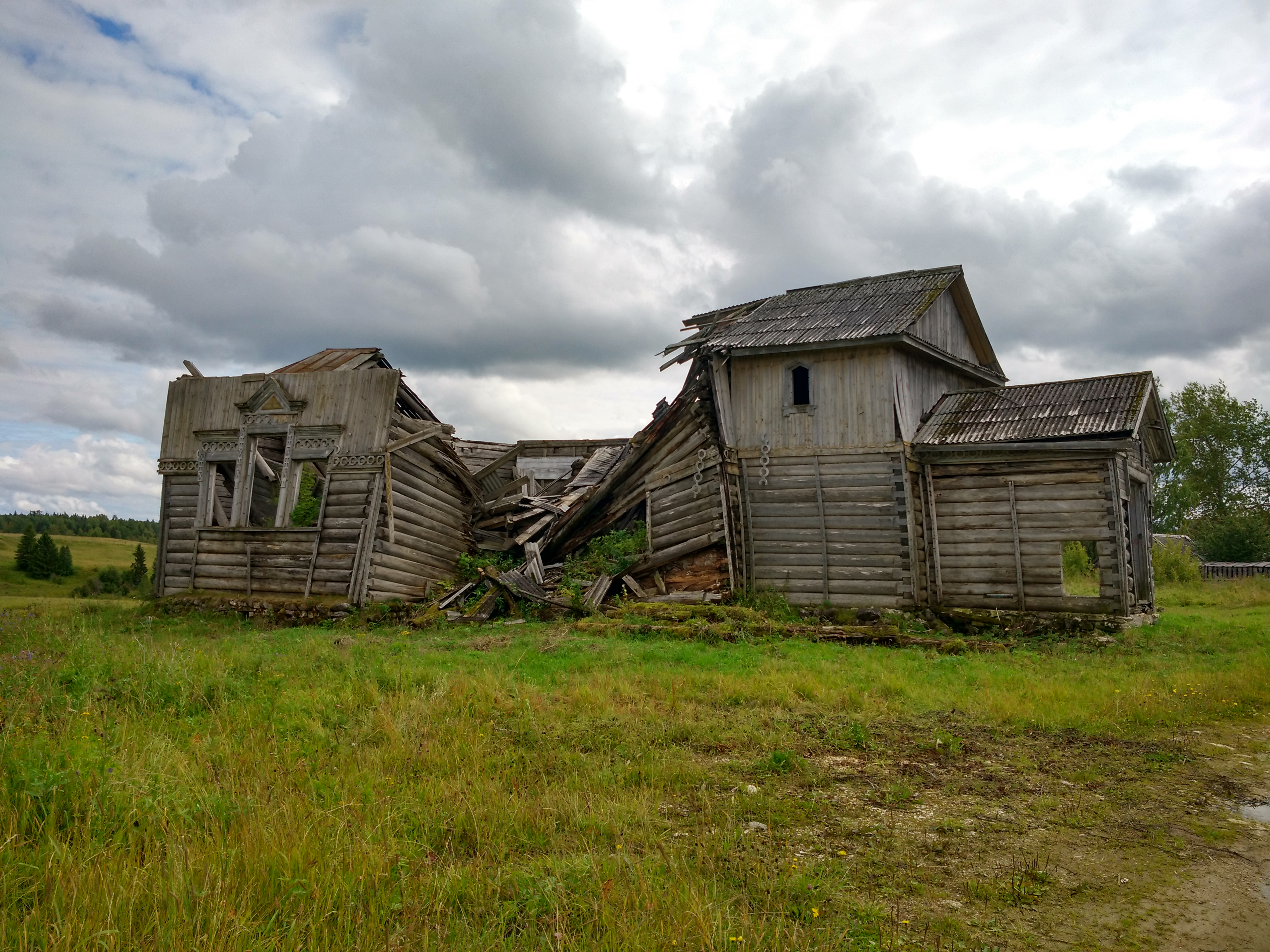
Руины Александро-Невской церкви

- Братская могила павшим воинам за освобождение советского Севера в 1919 г (памятник истории).
- Крыльцо дома Кемовой (кон. 19 в.)
- Деревянный путепровод — разрушен.

Деревянный путепровод на пересечении автодороги Плесецк-Каргополь с ж/д веткой Пукса-Наволок, неподалёку от Дениславья. Сооружён в 1939—1940 гг., в одно время с вышеупомянутой[где?] ж/д. Позже, при спрямлении автодороги был построен новый бетонный виадук. А старый мост, несмотря на то, что числился в списке памятников архитектуры, был разрушен, и к настоящему времени сохранились только остатки опор по краям выемки.

## Климат
| Показатель              | Янв. | Фев. | Март | Апр. | Май | Июнь | Июль | Авг. | Сен. | Окт. | Нояб. | Дек. |
| ----------------------- | ---- | ---- | ---- | ---- | --- | ---- | ---- | ---- | ---- | ---- | ----- | ---- |
| Средняя температура, °C | −13  | −12  | −6,4 | 0,7  | 7,5 | 13,5 | 16,3 | 14,3 | 8,2  | 2,1  | −4,5  | −9,4 |

Среднегодовая температура в селе Дениславье — 1,4 °C. В год выпадает около 625 мм осадков.